# Michal Čaloun
Michal Čaloun (* 24. května 1970) je bývalý český fotbalista, brankář. Jeho otec byl bývalý dlouholetý brankář Škody Plzeň Josef Čaloun.

## Fotbalová kariéra
V mládežnických kategoriích hrál v Plzni, kde i začal svou ligovou kariéru. V roce 1996 přestoupil do AC Sparta Praha, ale nikdy se trvalou jedničkou nestal. Ze Sparty odešel do Příbrami a dále do FC Hradec Králové. Trvale se však neprosadil a přes SC Xaverov se vrátil do FC Viktoria Plzeň, kde ukončil profesionální kariéru. V lize odehrál 167 utkání. Se Spartou získal třikrát ligový titul.

## Ligová bilance
| Ročník                                   | Zápasy | Góly | Klub              |
| ---------------------------------------- | ------ | ---- | ----------------- |
| 1. československá fotbalová liga 1988/89 | 2      | 0    | Škoda Plzeň       |
| 1. česká fotbalová liga 1993/94          | 30     | 0    | FC Viktoria Plzeň |
| 1. česká fotbalová liga 1994/95          | 30     | 0    | FC Viktoria Plzeň |
| 1. česká fotbalová liga 1995/96          | 29     | 0    | FC Viktoria Plzeň |
| 1. česká fotbalová liga 1996/97          | 24     | 0    | AC Sparta Praha   |
| Gambrinus liga 1997/98                   | 2      | 0    | AC Sparta Praha   |
| Gambrinus liga 1998/99                   | 18     | 0    | AC Sparta Praha   |
| Gambrinus liga 1999/00                   | 12     | 0    | FC Dukla Příbram  |
| Gambrinus liga 2001/02                   | 8      | 0    | FC Marila Příbram |
| Gambrinus liga 2002/03                   | 4      | 0    | SK Hradec Králové |
| Gambrinus liga 2003/04                   | 8      | 0    | FC Viktoria Plzeň |
| CELKEM                                   | 167    | 0    |                   |